# Sandøya, Tvedestrands kommun
Sandøya är en ö i Tvedestrands kommun i Agder fylke i Norge. Ön har en yta på 3,8 kvadratkilometer och har 194 invånare (2017). Ön är skogbeväxt och ligger sydost om Tvedestrands centrum.